# Saint-Quentin-de-Blavou
Saint-Quentin-de-Blavou é uma comuna francesa na região administrativa da Normandia, no departamento Orne. Estende-se por uma área de 6,67 km². Em 2010 a comuna tinha 73 habitantes (densidade: 10,9 hab./km²).